# Franc de l'Afrique-Équatoriale française
Pour les articles homonymes, voir franc.
Le franc de l'Afrique-Équatoriale française est une unité de compte monétaire créée à partir de 1917 et remplacée en 1945 par le Franc CFA (CEMAC).

## Contexte
Avant la colonisation, il existait, en Afrique centrale, de véritables monnaies. Les plus courantes étaient le nzimbu, un coquillage de la famille Olivella nana (en) ; le carré de raphia appelé par le peuple Kongo le lubongo ; les perles de verre de différentes couleurs et tailles, encore en usage en 1900 ; les manilles, bracelets ouverts composés de divers métaux (fer, étain, cuivre) très courants au Nigeria ; le mitako (ou ntaku), un crochet en forme de « U » fabriqué en cuivre du Kongo, à Logone-Birni, dont la valeur est de 15 centimes en 1890 ; quant au cauris (Monetaria moneta), il sert dans le cadre de transactions entre royaumes ou peuples. L'importance du monnayage privé apparaît avec l'arrivée des compagnies commerciales coloniales à partir de la fin du XIXe siècle : Pierre Savorgnan de Brazza fait frapper des jetons en zinc de diverses formes (ovale, triangle ou pentagone), et ces émissions sont renouvelées en 1921.
L'Afrique-Équatoriale française, formée en 1910, ne possède aucune monnaie officielle en propre avant 1917, mise à part l'utilisation du franc français. L'usage de la livre sterling est prohibé dans tous les territoires coloniaux africains sous contrôle français dès 1910.

## Pièces de monnaie
Une première série de pièces est frappée en 1942, dans les ateliers monétaires de Pretoria, comprenant la 50 centimes et la 1 franc en laiton, sous le seau de la France libre avec comme emblèmes le coq et la croix de Lorraine. En 1943, sont frappées des pièces de 5, 10 et 25 centimes en aluminium-bronze, puis de nouveau la 50 centimes et la 1 franc, mais cette fois en bronze. En 1948, dans le cadre de l'Union française, sont fabriquées des pièces de 1 et 2 francs en aluminium.

## Billets de banque
En 1917, le Gouverneur général de l'Afrique-Équatoriale française décide d'émettre dans l'urgence deux coupures de 1 et 2 francs. En 1925, un billet de 25 francs de la Banque de l'Afrique occidentale type Henri Bellery-Desfontaines est contremarqué avec la mention « Afrique-Équatoriale française ». En 1940, le Gouverneur général décide d'une émission dans l'urgence de coupures de 1 000 et 5 000 francs. Le Gouvernement de la France libre, en 1941, décide d'émettre une série de billets de 5, 10, 20, 25, 100 et 1 000 francs. En 1944, la Caisse centrale de la France d'outre-mer émet à son tour des coupures de 5, 10, 20, 100 et 1 000 francs. Ces billets circuleront quelque temps avec les nouvelles émissions en Franc CFA, créé en 1945.

## Annexe